# 义利

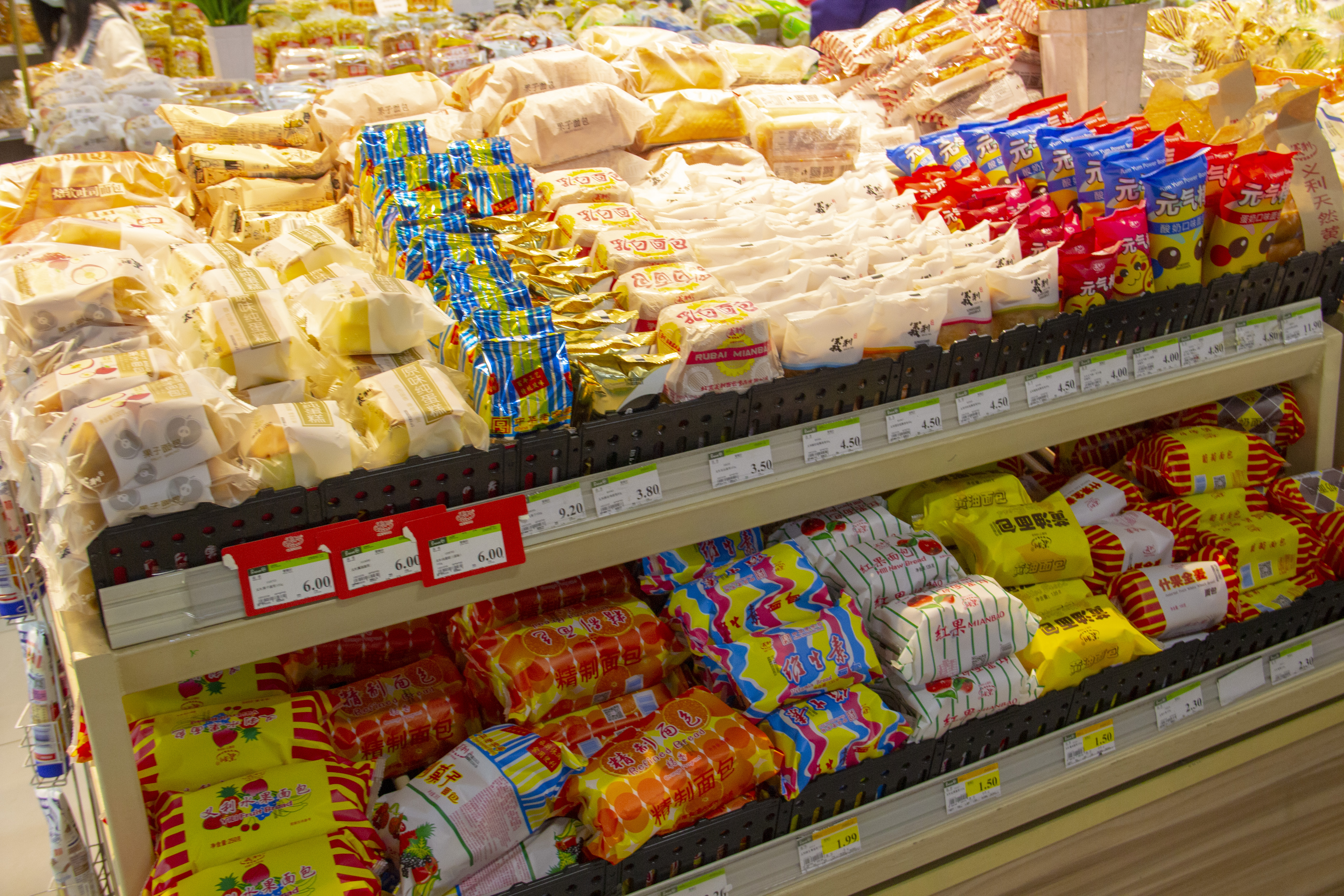
义利面包

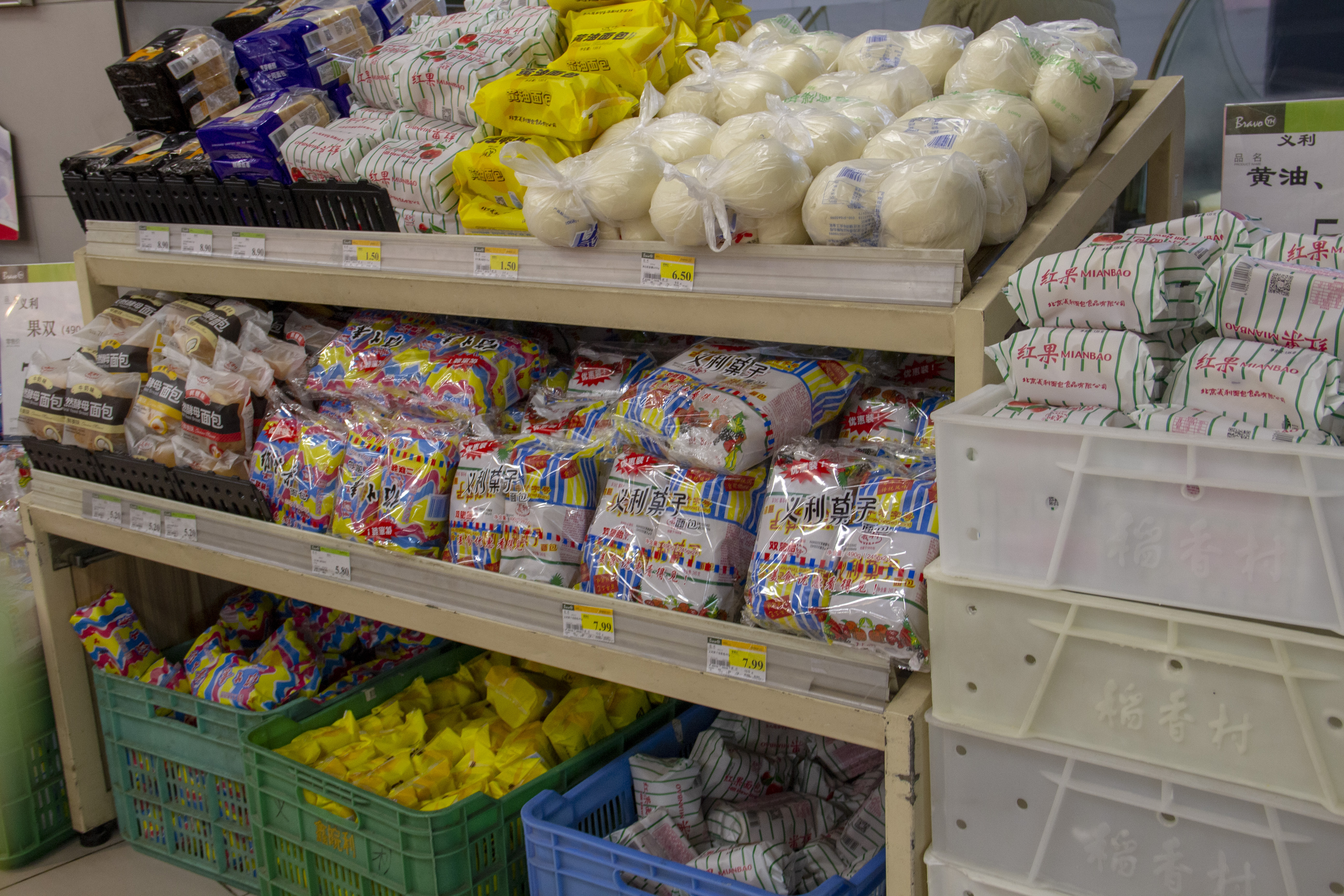
义利面包

北京义利食品有限公司是一家以生产巧克力、糖果、面包为主的食品公司，现为北京一轻食品集团子公司。义利也是第一批被中华人民共和国商务部授予中华老字号称号的公司。

## 历史
义利是一家老字号，最早可以追溯到1906年的清朝时期。

### 洋行时期
光绪三十二年（公元1906年）一名叫詹姆斯·尼尔的苏格兰人来到上海，在南京路摆设了一个小摊位，自制自销苏格兰风味的西点、面包。随后，詹姆斯·尼尔买下了4500平方米的地皮，建厂房、购机器，打算开办企业，并用“先义后利”的儒家思想为新企业命名为义利洋行。义利以其优质的产品与服务，在上海租界享有盛誉，也在上海声名远播，到20世纪20年代已成为江南著名的食品企业。

### 国人承办上海时期
1939年，詹姆斯·尼尔逝世，他的儿子来华继承父业。两年后太平洋战争爆发，小詹姆斯回国服役，将义利洋行转手卖给了一个叫维克的犹太人。上海沦陷后，日本人逮捕了维克。1945年，维克出狱，但义利的状况令他十分沮丧，设备破坏严重，生产几乎处于瘫痪停产的状态。维克决定拍卖义利洋行。1946年，倪家玺收购了义利洋行并将义利洋行更名为义利食品公司，结束了它作为外资企业40年的历史，成为中国资本企业。

### 公私合营北京时期

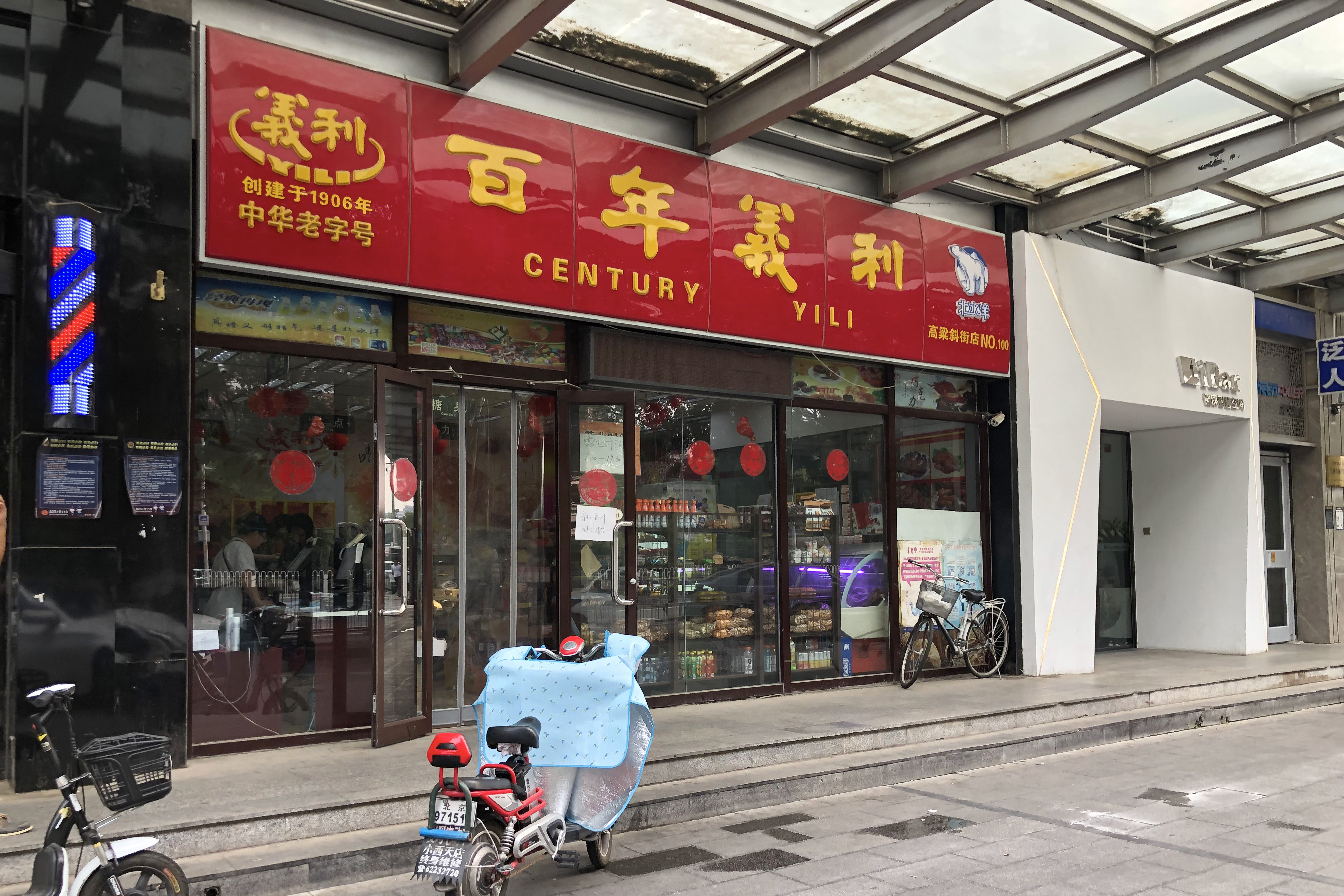
百年义利食品店

1950年，国共内战刚刚完全结束，北京新中国食品厂的老板董祖鸿来到上海并带来了一个消息，北京急需发展食品工业，建议义利迁移至北京。倪家玺同意了这项建议，并把义利食品公司迁至北京。随后于1951年，重命名义利食品公司为公私合营的北京义利食品股份有限公司。在食品短缺的20世纪六七十年代，义利年产销各类食品2至3万吨，销售额达7000余万人民币，在京城食品行业独占鳌头。1988年义利第一批被中华人民共和国商务部授予中华老字号称号。2003年，义利又在北京市大兴区投资建成了占地3万多平方米的现代化巧克力生产基地。2005年，义利面包食品有限公司各股东相继投资5000万元，在北京大兴区开发区建成了占地6000余平方米的生产基地。2010年入股重新成立的北冰洋汽水，成为其第二大股东。2011年，义利食品开始在北京市内开设“百年义利”门店。